# Індапур
Індапур (इंदापूर) — місто у складі штату Махараштра, округ Пуне, відстань до міста Пуне — 93 км. Станом на 2001 рік в Індапурі проживало 21 584 людини, рівень освіченості становив 69 %, дітей віком до 6 років — 14 % загальної кількості населення.
Клімат відзначається посушливістю; переважна більшість придатних земель для сільськогосподарських робіт обробляється — вирощують пшеницю, цукрову тростину. З підприємств — військовий завод, що на замовлення індійських збройних сил виготовляє набої.
Індапур має багату історію, зокрема, 1670 року тут відбулася битва із силами імперії Великих Моголів.

## Принагідно
- Розміщення на мапі [Архівовано 10 лютого 2017 у Wayback Machine.]

| Індія | Це незавершена стаття з географії Індії. Ви можете допомогти проєкту, виправивши або дописавши її. |